# 1986 en els vols espacials
Aquest article és una llista d'esdeveniments de vols espacials relacionats que es van produir el 1986.

## Llançaments
| Data i hora (UTC)    | Coet | Coet                                             | Plataforma de llançament                   | Plataforma de llançament                   | LSP                                                    | LSP                                                    |
| -------------------- | --- | ------------------------------------------------ | ------------------------------------------ | ------------------------------------------ | ------------------------------------------------------ | ------------------------------------------------------ |
| Data i hora (UTC)    | Càrrega útil | Operador                                         | Òrbita                                     | Funció                                     | Deteriorament (UTC)                                    | Resultat                                               |
| Data i hora (UTC)    | Comentaris |                                                  |                                            |                                            |                                                        |                                                        |
| Gener                | |                                                  |                                            |                                            |                                                        |                                                        |
| 12 de gener 11:55    | Estats Units - Transbordador espacial Columbia | Estats Units - Transbordador espacial Columbia   | Estats Units - Kennedy LC-39A              | Estats Units - Kennedy LC-39A              | Estats Units - United Space Alliance                   | Estats Units - United Space Alliance                   |
| 12 de gener 11:55    | Estats Units - STS-61-C | NASA                                             | Terrestre Baixa                            | Desplegament de satèl·lit                  | 18 de gener 13:58                                      | Reeixit                                                |
| 12 de gener 11:55    | Estats Units - Satcom K1 | RCA Americom                                     | Geosíncrona                                | Comunicacions                              | En òrbita                                              | Reeixit                                                |
| 12 de gener 11:55    | Estats Units - MSL-2 | NASA                                             | Terrestre Baixa (Columbia)                 | Experiments de microgravetat               | 18 de gener 13:58                                      | Reeixit                                                |
| 12 de gener 11:55    | Estats Units - Getaway Special Bridge | NASA                                             | Terrestre Baixa (Columbia)                 | Transportador del programa Getaway Special | 18 de gener 13:58                                      | Reeixit                                                |
| 12 de gener 11:55    | Vol orbital tripulat amb set astronautes; Vol inaugural del Getaway Special Bridge |                                                  |                                            |                                            |                                                        |                                                        |
| 28 de gener 16:38    | Estats Units - Transbordador espacial Challenger | Estats Units - Transbordador espacial Challenger | Estats Units - Kennedy LC-39B              | Estats Units - Kennedy LC-39B              | Estats Units - United Space Alliance                   | Estats Units - United Space Alliance                   |
| 28 de gener 16:38    | Estats Units - STS-51-L | NASA                                             | Destinat: Terrestre Baixa                  | Desplegament de satèl·lit                  | + 73 segons                                            | Error de llançament                                    |
| 28 de gener 16:38    | Estats Units - TDRS-B | NASA                                             | Destinat: Geosíncrona                      | Comunicacions                              | + 73 segons                                            | Error de llançament                                    |
| 28 de gener 16:38    | Estats Units - SPARTAN 203 | NASA                                             | Destinat: Terrestre Baixa                  | Examinar el Cometa de Halley               | + 73 segons                                            | Error de llançament                                    |
| 28 de gener 16:38    | Accident del transbordador espacial Challenger; El vehicle es va desintegrar a + 73 segons en el SRB després del llançament. Van perdre la vida tots set tripulants, incloent Christa McAuliffe, la que seria la primera Professora a l'Espai. Primer llançament de transbordador des de LC-39B. |                                                  |                                            |                                            |                                                        |                                                        |
| Febrer               | |                                                  |                                            |                                            |                                                        |                                                        |
| 9 de febrer 10:06    | Estats Units - Atlas H | Estats Units - Atlas H                           | Estats Units - Vandenberg SLC-3E           | Estats Units - Vandenberg SLC-3E           | Estats Units                                           | Estats Units                                           |
| 9 de febrer 10:06    | Estats Units - USA-15 (NOSS-8) | Marina dels Estats Units d'Amèrica               | Terrestre Baixa                            | SIGINT                                     | En òrbita                                              | Reeixit                                                |
| 9 de febrer 10:06    | Estats Units - USA-16 (NOSS) | Marina dels Estats Units d'Amèrica               | Terrestre Baixa                            | SIGINT                                     | En òrbita                                              | Reeixit                                                |
| 9 de febrer 10:06    | Estats Units - USA-17 (NOSS) | Marina dels Estats Units d'Amèrica               | Terrestre Baixa                            | SIGINT                                     | En òrbita                                              | Reeixit                                                |
| 9 de febrer 10:06    | Estats Units - USA-18 (NOSS) | Marina dels Estats Units d'Amèrica               | Terrestre Baixa                            | SIGINT                                     | En òrbita                                              | Reeixit                                                |
| 19 de febrer 21:28   | Unió Soviètica - Proton-K | Unió Soviètica - Proton-K                        | Unió Soviètica - Baikonur Site 200/39      | Unió Soviètica - Baikonur Site 200/39      | Unió Soviètica                                         | Unió Soviètica                                         |
| 19 de febrer 21:28   | Unió Soviètica - DOS-7 (Mir Core) |                                                  | Terrestre baixa (Mir)                      | Estació espacial                           | 23 de març 2001 05:07                                  | Reeixit                                                |
| 19 de febrer 21:28   | Mòdul central de l'estació espacial Mir |                                                  |                                            |                                            |                                                        |                                                        |
| 22 de febrer 01:44   | Europa - Ariane 1 | Europa - Ariane 1                                | França - Kourou ELA                        | França - Kourou ELA                        | França - Arianespace                                   | França - Arianespace                                   |
| 22 de febrer 01:44   | França - SPOT 1 | CNES                                             | Heliosíncrona                              | Observació de la Terra                     | En òrbita                                              | Reeixit                                                |
| 22 de febrer 01:44   | Suècia - Viking | SSC                                              | Heliosíncrona                              | Investigació de plasma                     | En òrbita                                              | Reeixit                                                |
| 22 de febrer 01:44   | Vol final de l'Ariane 1 SPOT 1 retirat el 31 de desembre de 1990 i es va baixar l'òrbita d'eliminació el 2003 El Viking va ser el primer satèl·lit suec, i les seves operacions van finalitzar el 12 de maig de 1987                                                                             |                                                  |                                            |                                            |                                                        |                                                        |
| Març                 | |                                                  |                                            |                                            |                                                        |                                                        |
| 13 de març 12:33     | Unió Soviètica - Soiuz-U2 | Unió Soviètica - Soiuz-U2                        | Unió Soviètica - Baikonur Site 1/5         | Unió Soviètica - Baikonur Site 1/5         | Unió Soviètica                                         | Unió Soviètica                                         |
| 13 de març 12:33     | Unió Soviètica - Soiuz T-15 |                                                  | Terrestre Baixa (Saliut 7 and Mir)         | Saliut 7 EO-5 Mir EO-1                     | 16 de juliol 12:34                                     | Reeixit                                                |
| 13 de març 12:33     | Vol orbital tripulat amb dos cosmonautes; Últim vol tripulat al Saliut 7 i primer al Mir. Vol final de la nau espacial Soiuz-T. Única nau espacial en acoblar-se amb dues estacions espacials durant un vol.                                                                                     |                                                  |                                            |                                            |                                                        |                                                        |
| 19 de març 10:08     | Unió Soviètica - Soiuz-U2 | Unió Soviètica - Soiuz-U2                        | Unió Soviètica - Baikonur Site 1/5         | Unió Soviètica - Baikonur Site 1/5         | Unió Soviètica                                         | Unió Soviètica                                         |
| 19 de març 10:08     | Unió Soviètica - Progress 25 |                                                  | Terrestre baixa (Mir)                      | Logística                                  | 21 d'abril 00:48                                       | Reeixit                                                |
| 28 de març 23:30     | Europa - Ariane 3 | Europa - Ariane 3                                | França - Kourou ELA                        | França - Kourou ELA                        | França - Arianespace                                   | França - Arianespace                                   |
| 28 de març 23:30     | Estats Units - GStar 2 | GTE Spacenet                                     | Geosíncrona                                | Comunicacions                              | En òrbita                                              | Reeixit                                                |
| 28 de març 23:30     | Brasil - Brasilsat-A2 | Embratel                                         | Actual: Cementiri Operacional: Geosíncrona | Comunicacions                              | En òrbita                                              | Reeixit                                                |
| 28 de març 23:30     | Brasilsat-A2 va ser retirat el 6 de març de 2004 i es va alçar a 200 km més en òrbita cementiri |                                                  |                                            |                                            |                                                        |                                                        |
| Abril                | |                                                  |                                            |                                            |                                                        |                                                        |
| 18 d'abril 17:45     | Estats Units - Titan 34D | Estats Units - Titan 34D                         | Estats Units - Vandenberg SLC-4E           | Estats Units - Vandenberg SLC-4E           | Estats Units                                           | Estats Units                                           |
| 18 d'abril 17:45     | Estats Units - KH-9-20 | NRO                                              | Destinat: Heliosíncrona                    | Reconeixement                              | + 8.5 segons                                           | Error de llançament                                    |
| 18 d'abril 17:45     | Estats Units - SSF-D-6 | NRO                                              | Destinat: Heliosíncrona                    | ELINT                                      | + 8.5 segons                                           | Error de llançament                                    |
| 18 d'abril 17:45     | Explosió de SRM, va explotar en 8,5 segons després del llançament Vol final de la nau KH-9 |                                                  |                                            |                                            |                                                        |                                                        |
| 23 d'abril 19:40     | Unió Soviètica - Soiuz-U2 | Unió Soviètica - Soiuz-U2                        | Unió Soviètica - Baikonur Site 1/5         | Unió Soviètica - Baikonur Site 1/5         | Unió Soviètica                                         | Unió Soviètica                                         |
| 23 d'abril 19:40     | Unió Soviètica - Progress 26 |                                                  | Terrestre Baixa (Mir)                      | Logística                                  | 23 de juny 18:41                                       | Reeixit                                                |
| Maig                 | |                                                  |                                            |                                            |                                                        |                                                        |
| 21 de maig 08:21     | Unió Soviètica - Soiuz-U2 | Unió Soviètica - Soiuz-U2                        | Unió Soviètica - Baikonur Site 1/5         | Unió Soviètica - Baikonur Site 1/5         | Unió Soviètica                                         | Unió Soviètica                                         |
| 21 de maig 08:21     | Unió Soviètica - Soiuz TM-1 |                                                  | Terrestre Baixa (Mir)                      | Vol de proves                              | 30 de maig 04:26                                       | Reeixit                                                |
| 21 de maig 08:21     | Vol inaugural de la nau Soiuz-TM; Vol de proves no tripulat |                                                  |                                            |                                            |                                                        |                                                        |
| 31 de maig 00:53     | Europa - Ariane 2 | Europa - Ariane 2                                | França - Kourou ELA                        | França - Kourou ELA                        | França - Arianespace                                   | França - Arianespace                                   |
| 31 de maig 00:53     | Nacions Unides - Intelsat 514 | Intelsat                                         | Destinat: Geosíncrona                      | Comunicacions                              | 31 de maig                                             | Error de llançament                                    |
| 31 de maig 00:53     | Vol inaugural de l'Ariane 2; La ignició de la 3a etapa va fallar |                                                  |                                            |                                            |                                                        |                                                        |
| Agost                | |                                                  |                                            |                                            |                                                        |                                                        |
| 28 d'agost 08:02     | Unió Soviètica - Molniya-M/2BL | Unió Soviètica - Molniya-M/2BL                   | Unió Soviètica - Plesetsk Site 16/2        | Unió Soviètica - Plesetsk Site 16/2        | Unió Soviètica                                         | Unió Soviètica                                         |
| 28 d'agost 08:02     | Unió Soviètica - Kosmos 1774 (Oko) |                                                  | Molnia                                     | Defensa de míssils                         | 2 de novembre 2010 15:14                               | Reeixit                                                |
| Setembre             | |                                                  |                                            |                                            |                                                        |                                                        |
| 17 de setembre 15:52 | Estats Units - Atlas E/Star-37S-ISS | Estats Units - Atlas E/Star-37S-ISS              | Estats Units - Vandenberg SLC-3W           | Estats Units - Vandenberg SLC-3W           | Estats Units                                           | Estats Units                                           |
| 17 de setembre 15:52 | Estats Units - NOAA 10 (NOAA-G) | NOAA                                             | Heliosíncrona                              | Meteorologia                               | En òrbita                                              | Reeixit                                                |
| Novembre             | |                                                  |                                            |                                            |                                                        |                                                        |
| 14 de novembre 00:23 | Estats Units - Scout G-1 | Estats Units - Scout G-1                         | Estats Units - Vandenberg SLC-5            | Estats Units - Vandenberg SLC-5            | Estats Units - Força Aèria dels Estats Units d'Amèrica | Estats Units - Força Aèria dels Estats Units d'Amèrica |
| 14 de novembre 00:23 | Estats Units - Polar BEAR P87-1 | Força Aèria dels Estats Units d'Amèrica/STP      | Terrestre Baixa (Polar)                    |                                            | En òrbita                                              | Reeixit                                                |
| Desembre             | |                                                  |                                            |                                            |                                                        |                                                        |
| 5 de desembre 02:30  | Estats Units - Atlas G | Estats Units - Atlas G                           | Estats Units - Cape Canaveral LC-36B       | Estats Units - Cape Canaveral LC-36B       | Estats Units                                           | Estats Units                                           |
| 5 de desembre 02:30  | Estats Units - USA-20 (FLTSATCOM 7) | Marina dels Estats Units d'Amèrica               | Geosíncrona                                | Comunicacions                              | En òrbita                                              | Reeixit                                                |

## Encontres espacials
| Data (GMT)  | Nau espacial | Esdeveniment                          | Comentaris                     |
| ----------- | ------------ | ------------------------------------- | ------------------------------ |
| 24 de gener | Voyager 2    | Sobrevol d'Urà                        | Apropament màxim: 71.000 km    |
| 6 de març   | Vega 1       | Sobrevol del Cometa de Halley         | Apropament màxim: 8.890 km     |
| 8 de març   | Suisei       | Sobrevol del Cometa de Halley         | Apropament màxim: 151.000 km   |
| 9 de març   | Vega 2       | Sobrevol del Cometa de Halley         | Apropament màxim: 8.030 km     |
| 11 de març  | Sakigake     | Sobrevol distant del Cometa de Halley | Apropament màxim: 6.990.000 km |
| 14 de març  | Giotto       | Sobrevol del Cometa de Halley         | Apropament màxim: 595 km       |

## EVAs
| Inici Data/Hora  | Duració           | Hora Finalització | Nau espacial  | Tripulació                                                         | Comentaris |
| ---------------- | ----------------- | ----------------- | ------------- | ------------------------------------------------------------------ | --- |
| 28 de maig 05:43 | 3 hores 50 minuts | 09:33             | Saliut 7 EO-5 | Unió Soviètica - Leonid Kizim · Unió Soviètica - Vladimir Solovyov | Es van recuperar els panells de prova de l'exterior del Saliut 7 i es va construir una "biga de constructor" de prova en preparació per al treball en la Mir. |
| 31 de maig 04:57 | 5 hores           | 09:57             | Saliut 7 EO-5 | Unió Soviètica - Leonid Kizim · Unió Soviètica - Vladimir Solovyov | Es va portar a terme proves addicionals en l'equip de construcció experimental, incloent la soldadura de les juntes de diverses bigues.                       |